# Xavier Villaverde
Xavier Villaverde (* 1958 in La Coruña) ist ein spanischer Filmregisseur.

## Leben und Werk
Xavier Villaverde wurde in Galicien geboren. Sein  Video Veneno Puro (1984) wurde 1987 auf der documenta 8 in Kassel gezeigt. Xavier Villaverde ist mit den Filmen Trece Campanadas/Wenn die Glocke 13 schlägt (2002) und El Sexo de los Ángeles/The Sex of Angels (2012) mit Àstrid Bergès-Frisbey, Álvaro Cervantes und  Llorenç González, bekannt geworden.

## Auszeichnungen
- 1990: Goya/Beste Nachwuchsregie für den Film Continental (1990)